# Suchowierkowo
Suchowierkowo – osiedle typu miejskiego w Rosji, w obwodzie twerskim. W 2010 roku liczyło 670 mieszkańców.